# Município de Sharon (condado de Medina, Ohio)
O município de Sharon (em inglês: Sharon Township) é um município localizado no condado de Medina no estado estadounidense de Ohio. No ano de 2010 tinha uma população de 5.111 habitantes e uma densidade populacional de 76,41 pessoas por km².

## Geografia
O município de Sharon encontra-se localizado nas coordenadas 41° 06′ 07″ N, 81° 44′ 13″ O. Segundo o Departamento do Censo dos Estados Unidos, o município tem uma superfície total de 66.89 km², da qual 66.75 km² correspondem a terra firme e (0.2%) 0.13 km² é água.

## Demografia
Segundo o censo de 2010, tinha 5.111 habitantes residindo no município de Sharon. A densidade populacional era de 76,41 hab./km². Dos 5.111 habitantes, o município de Sharon estava composto pelo 97.67% brancos, o 0.63% eram afroamericanos, o 0.1% eram amerindios, o 1% eram asiáticos, o 0.02% eram insulares do Pacífico, o 0.2% eram de outras raças e o 0.39% pertenciam a duas ou mais raças. Do total da população o 0.72% eram hispanos ou latinos de qualquer raça.